# Janusz Gortat
Janusz Kazimierz Gortat (5. listopadu 1948 Brzozów – 19. prosince 2023) byl polský boxer. Měřil 186 cm a měl přezdívku Długi.
Vynikal defenzivním a na technice založeným způsobem boje. Stal se bronzovým olympijským medailistou v kategorii do 81 kg v letech 1972 a 1976. Na mistrovství Evropy v boxu získal v roce 1973 stříbrnou medaili, v letech 1969, 1971 a 1975 byl čtvrtfinalistou evropského šampionátu. Zúčastnil se mistrovství světa amatérů v boxu v roce 1978, kde ve střední váze vypadl v osmifinále.
Šestkrát byl boxerským mistrem Polska (1973, 1974, 1975, 1976, 1978 a 1980), v letech 1972 a 1974 vyhrál turnaj Czarne Diamenty v Katovicích. Reprezentoval Polsko v šestnácti mezistátních utkáních, jeho celková bilance je 272 vítězství z 317 zápasů.
Byl členem armádního týmu Legia Varšava, kde po ukončení kariéry působil jako trenér. Jeho synem je profesionální basketbalista Marcin Gortat.